# Kostel a klášter Panny Marie Bolestné (Přemyšl)
Kostel a klášter Panny Marie Bolestné v Přemyšlu (Cerkiew i klasztor pw. Matki Bożej Bolesnej) patří Řádu baziliánů.

## Historie
První zmínka o baziliánském klášteře na Zasaní (čtvrť Přemyšle) pochází z roku 1542. V roce 1786, na základě josefínských dekretů, byl klášter zrušen a činnost řádu byla pozastavena až do roku 1913. V tomto roce skupina řeholníků se usídlila v nově zakoupeném domě na ulici Saleziánské. Současně, díky úsilí řeckokatolického biskupa Konstantina Czechowicze začala stavba kláštera a kaple. Klášter v té době obývalo 10-12 mnichů.

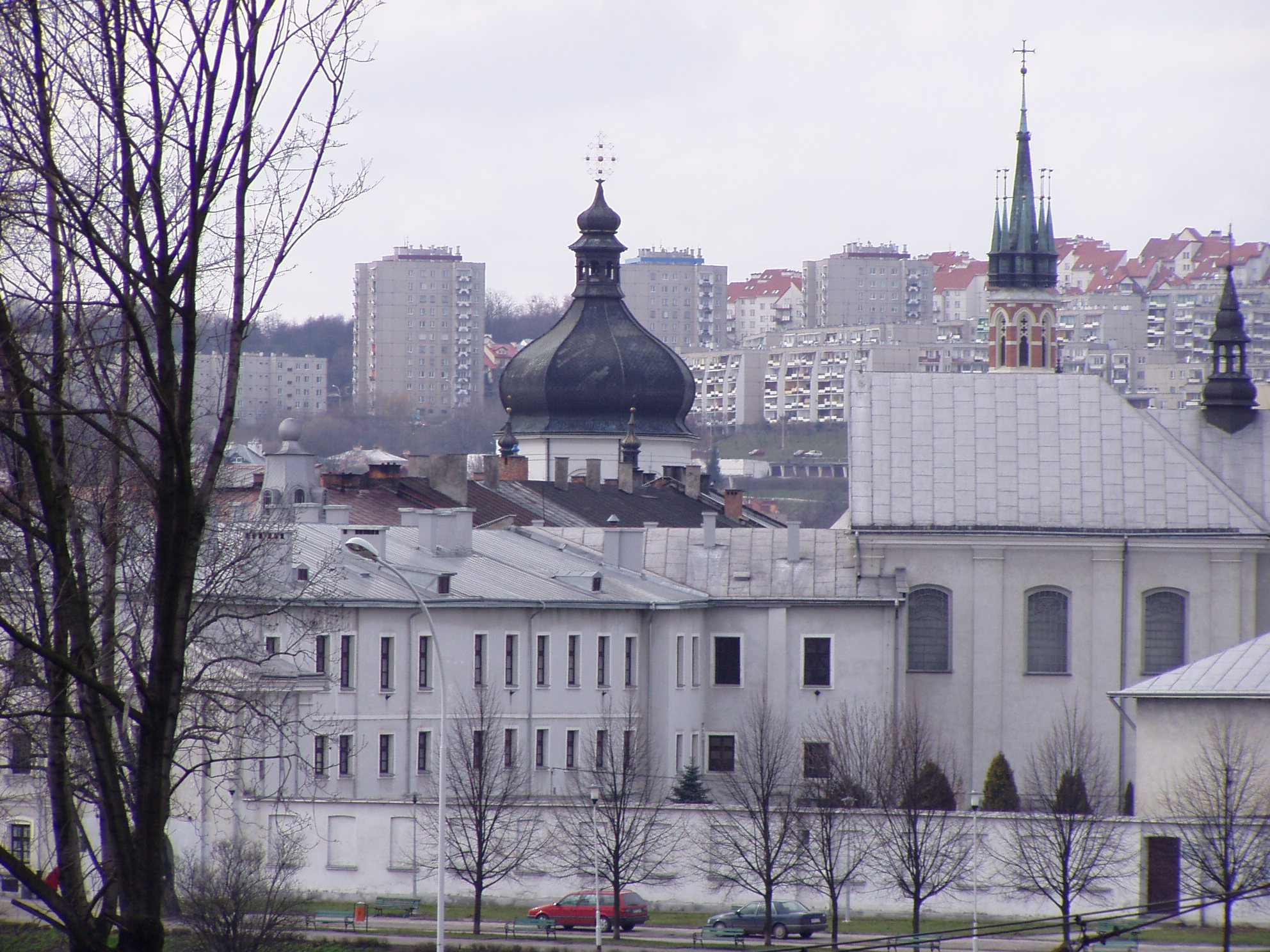
Klášter Basiliánů

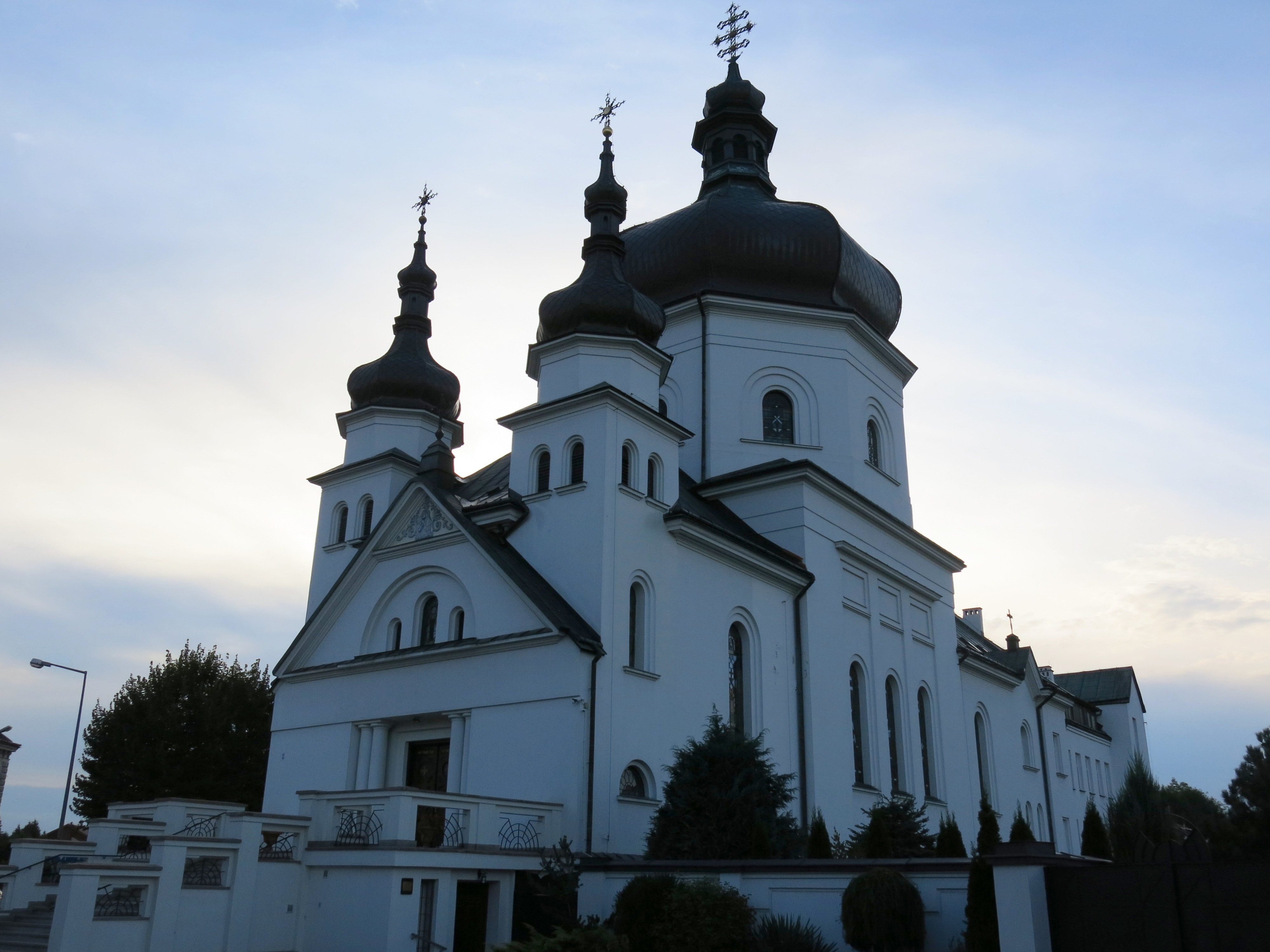
Kostel Panny Marie Bolestné a klášter Basiliánů (Přemyšl)

V letech 1933-1935 byl v návaznosti na budovu kláštera postaven monumentální kostel, vysvěcený v roce 1935 a zasvěcený Panně Marii Bolestné.
Po válce, v roce 1945, byly řeholníci z kláštera vykázáni, klášter po určitou dobu sloužil římskokatolickým jeptiškám, následně byl převzat státem pro vojvodský státní archiv.
Představený řeholníků, Roman Justin, který příkaz k opuštění kláštera neuposlechl, byl zatčen, předán sovětským úřadům a následně deportován na Sibiř.
Státní archiv umístil do kláštera svoje kanceláře a z kostela udělal sklad. Současně zde provedl tzv. "modernizaci": nejprve v kostele byl vybudován železobetonový strop, později ještě dva další, vnitřní schodiště a výtah. V oficiálních tiskovinách se objevilo formulace, že „objekt ztratil svůj posvátný charakter“.
Státní archiv objekt používal až do 1. října 1991, kdy byl vrácen Řádu baziliánů, ale s podmínkou prodlevy 5 let pro faktické předání. Toto fyzické předání proběhlo 26. srpna 1996. Po nutných opravách a readaptace pro klášterní potřeby, se 1. září 1997 znovu zaplnil řeholníky. Rekonstrukce kostela pokračovala a byla dokončena koncem roku 1999. Uvnitř byly odstraněny všechny tři železobetonové stropy, schodiště a výtah. Interiér svatyně byl kompletně obnoven. Zevně bylo zrekonstruováno zničené schodiště vedoucí do svatyně, byla obnovena podesta a zrekultivován terén kolem komplexu.
Kostel obdržel byzantskou výmalbu v ukrajinském stylu a kamenný ikonostas. Autorem konceptu interiéru a designu interiéru je Jacek Mermon, architekt z Přemyšle. Výmalbu kostela provedli umělci ze Lvova: Andrij Dutka a Andrij Wynnyczok. V květnu 2000 bylo provedeno znovuvysvěcení kostela. Obřadu se zúčastnila celá řada významných církevních osobností z Polska a Ukrajiny.